# 沈阳机床
41°45′29.14″N 123°13′28.43″E / 41.7580944°N 123.2245639°E
沈阳机床股份有限公司（深交所：000410，简称：沈阳机床）公司总股本54547.09万股（2007年末），总部位于中国沈阳市经济技术开发区开发大路17甲1号，现任董事长为关锡友，总裁为王鹤。

## 历史沿革
沈阳机床股份有限公司于1995年12月通过对位于沈阳的三大机床厂资产重组而组建，是由沈阳第一机床厂、中捷友谊厂和辽宁精密仪器厂三家联合发起，于1993年5月成立，经沈阳市经济体制改革委员会沈体改[1992]31号文件批准设立的股份制企业。1996年7月，经中国证券监督管理委员会证监发审字[1996]112号文件批准，于1996年7月18日在深圳证券交易所上市，发行价4.16元，发行公众股5400万股，发行后公司总股本为215,823,518元。

## 股权变动情况
1997年6月10日，沈阳机床股份有限公司召开1996年度股东大会，会议决议通过1996年度公司利润分配方案：按年末股本总额21,582.35万股，每10股送红股2股，余额转入下一年；资本公积转增股本，每10 股转增1股。实施该利润分配方案后，公司股本总额为28,057.04万股，其中，国有股15,075.50万股，占总股本的53.73%；法人股 1,982.50万股，占总股本的7.07%；内部职工股3,979.04万股，占总股本的14.18% ；社会流通股7,020万股，占总股本的25.02%。沈阳机床股份有限公司重新在沈阳工商行政管理局登记注册，企业法人营业执照注册号为[2101001100783(1-1)]号。 
1998年2月，经中国证券监督管理委员会证监上字[1998]14号文件批准，沈阳机床股份有限公司实施了每10股配3股的方案。1998年3月，沈阳机床股份有限公司配股资金全部到位。实施配股方案后股本总额为34,091.93万股，其中国有股18,554.45万股，占总股本的54.42 %；法人股2,002.20万股，占总股本5.87%；社会流通股13,537.28万股，占总股本的39.71%。 
2006年2月14日，经辽宁省人民政府国有资产监督管理委员会《关于沈阳机床股份有限公司股权分置改革有关问题的批复》(辽国资经营[2006]21号),非流通股控股股东沈阳工业国有资产经营有限公司和其他非流通股股东向持有沈阳机床股份有限公司流通A股股东支付4,467.3万股(其中沈阳工业公司国有资产经营有限公司代未参与股权分置改革的非流通股股东垫付对价331.98万股)股票对价，即流通A股股东每持有10股流通A股获得3.3股对价股份。股权分置改革后，总股本仍为34,091 .93万股，其中国有股14,189.88万股，占总股本的41.62%；法人股1,897.81万股，占总股本5.57%；社会流通股18,004.24万股，占总股本的52.81%。 根据沈阳机床（集团）有限责任公司与沈阳工业国有资产经营有限公司于2006年12月12日签署的《股权划转协议》,辽宁省人民政府《关于同意划转沈阳机床股份有限公司国有股权的批复》(辽政[2006]108号),沈阳机床(集团)有限责任公司以行政划转方式受让沈阳工业国有资产经营有限公司持有的沈阳机床14, 240.74万股国家股，受让沈阳机床股权分置改革中工业公司垫付对价281.12万股的追索权，以上两项合计股份14,521.86万股。上述股份转让过户手续正在办理中。 
2007年3月20日，公司召开2006年年度股东大会，会议审议通过了公司2006年度利润分配方案：公司以现有股本总额340,919,303 股为基数，以资本公积金按每10股转增5股的比例向全体股东转增股本，同时按每10派送1股的比例向全体股东派送红股，并按每10派送0.5元派发放现金红利(含税，扣税后个人股东、投资基金每10股派发 现金红利0.35元)。本次分红派息方案实施前沈阳机床股本总额为340,919,303 股，方案实施后沈阳机床股本总额为545,470,884股。 
截止2007年12月31日，公司总股本为545,470,884股，其中有限售条件的流通股244,480,082股(公司第一大股东沈阳工业国有资产经营有限公司尚有代垫的12户2,780,185股垫付股份尚未收回),占总股本的44.82%；无限售条件的社会流通股300,990,802股，占总股本的55.18%。
2019年12月20日，中国通用技术集团對沈陽機床進行重組。

## 公司业绩
| 年份 | 营业收入         | 利润总额       | 基本每股收益 | 总资产           |
| ---- | ---------------- | -------------- | ------------ | ---------------- |
| 2006 | 5,318,109,089.12 | 247,658,455.51 | 0.21         | 5,574,155,610.76 |
| 2007 | 5,960,714,489.53 | 199,254,748.28 | 0.1448       | 8,005,680,896.40 |
| 2008 | 6,545,420,044.94 | 60,846,663.54  | 0.04         | 9,328,337,108.93 |